# Matasuntha
Matasuntha také Matasuintha, Matasuentha, Mathesuentha či Mataswintha  (518? – po roce 551?) byla ostrogótská královna, manželka krále Witigese. Její otcem byl ostrogótský konzul Eutharich a matkou Amalaswintha. Byla sestrou krále Athalaricha.
Jejími prarodiči z matčiny strany byli Theodorich Veliký a královna Audofleda. Podle historika Patricka Amoryho byla nucena vzít si krále Witigese po vraždě své matky Amalaswinthy a jejího bratrance Theodahada.
Po smrti krále Witigese se znovu provdala za Germana, bratrance byzantského císaře Justiniána s nímž zplodila syna, rovněž Germana. Narodil se po smrti svého otce, koncem roku 550 či začátkem roku 551. Více informací se o něm nedochovalo i když ho lze ztotožnit s Germanem, předním senátorem v období vlády císaře Maurikia. Germanova dcera se provdala za Maurikiova nejstaršího syna Theodosia. Historik Michael Whitby ztotožnil mladšího Germana s Germanem, zetěm Tiberia II. Konstantina a jeho ženy Iny Anastasie.

## Jordanes - Getica
| „        | Eutharich, který se oženil s Amalaswinthou... zplodil s ní Athalaricha a Matasunthu. Athalarich zemřel v letech svého dětství a Matasuntha se provdala za krále Witiga, kterému neporodila žádné dítě. Witiges byl Belisarem zajat a společně s Matasunthou odveden do Konstantinopole. Když Witiges zemřel, vzal si Mathesuntu za ženu Germanus, patricij a bratranec císaře Justiniána. A zplodil s ní syna, nazývaného také Germanus. Po smrti Germana se Matasunthu rozhodla zůstat vdovou. | “ |
| — Getica | |   |